# Sticky Keys

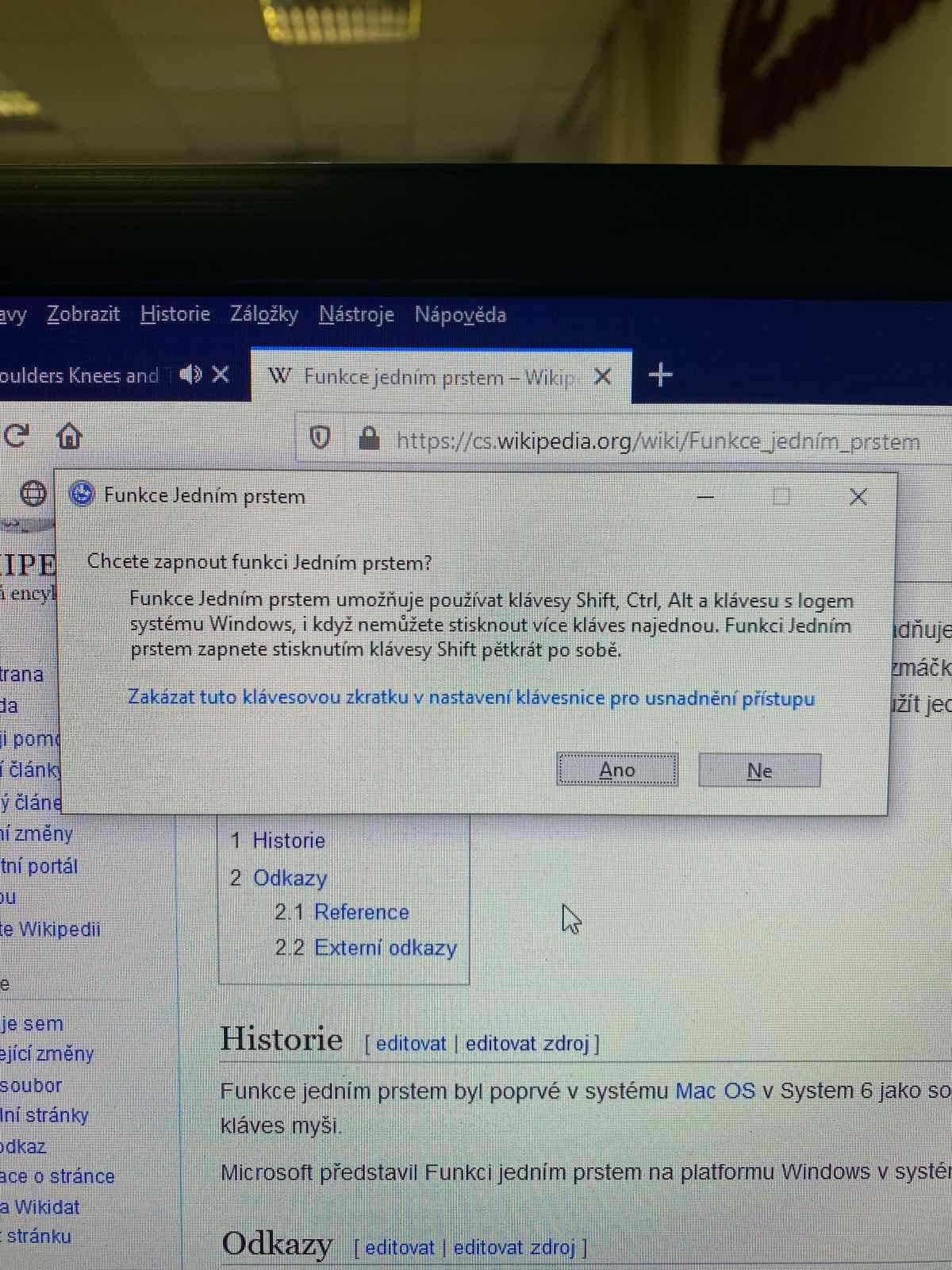
La ventana que te pregunta si quieres activar dicha característica.

Sticky Keys es una característica de accesibilidad de algunos sistemas operativos que asiste a los usuarios que tienen incapacidades físicas o a los usuarios que quieren reducir las lesiones por movimientos repetitivos. Esta característica convierte en series las pulsaciones en vez de pulsar múltiples teclas a la vez, dejando al usuario pulsar y liberar una tecla modificadora, como Mayús, Ctrl, Alt, o la tecla de Windows, y tener esto activo hasta cualquier otra tecla es pulsada. 
La funcionalidad de Sticky Keys está disponible en Microsoft Windows y  Apple macOS como Sticky Keys, y en sistemas Unix como parte de la utilidad AccessX.

## Historia
Sticky Keys fue introducido por primera vez a Mac OS en el Sistema 6 como parte de la extensión de Acceso Fácil, que incluyó también la funcionalidad de botones del ratón.
En 1994, Solaris 2.4 fue enviado con la utilidad AccessX, la cual también proporcionó la funcionalidad sticky keys y la funcionalidad de botones del ratón.
Microsoft introdujo Sticky Keys a la plataforma de Windows en Windows 95.